# Felix Philipp Ingold
Felix Philipp Ingold (* 25. Juli 1942 in Basel) ist ein Schweizer Schriftsteller, Publizist, Übersetzer und Herausgeber. Er ist emeritierter Ordinarius für Kultur- und Sozialgeschichte Russlands an der Universität St. Gallen.

## Leben
Felix Philipp Ingold absolvierte nach der Matura (Realgymnasium Basel, 1960) ein Verlagsvolontariat bei Phoebus Publishers. Ab 1961 studierte er Geschichte, Kunstgeschichte, Philosophie und Theologie der Ostkirche an der Universität Basel. Er war externer Mitarbeiter beim Schweizer Radio DRS im Kulturstudio Basel und schrieb für die Basler Nachrichten sowie die National-Zeitung.
Ingold verbrachte Studienaufenthalte in Paris an der Sorbonne, der École Nationale des Langues Orientales Vivantes und dem Collège de France, vor allem mit linguistischen Studien (Russisch, Polnisch, Slowenisch), Slawistik (bei Henri Grandjard, Sophie Bonneau u. a.) sowie Komparatistik (bei René Etiemble, Robert Minder u. a.).
1968 wurde er in Basel mit einer Arbeit zur Poetik des russischen Symbolismus zum Dr. phil. promoviert.
1968/1969 hatte er Arbeitsaufenthalte in Prag und Brno mit einem Stipendium des Tschechoslowakischen Schriftstellerverbands.
Ab 1969 war er als Kulturkorrespondent der Weltwoche und der Basler Zeitung auf Reportage in Osteuropa (UdSSR, Polen, Tschechoslowakei); eineinhalb Jahre war er diplomatischer Mitarbeiter der Schweizer Botschaft in Moskau und dabei als Presseattaché und Übersetzer tätig.
Ingold ist Autor, Herausgeber und Übersetzer zahlreicher Zeitschriften- und Buchpublikationen, vor allem im Bereich der vergleichenden und slawischen Literaturwissenschaft, als externer Kulturkorrespondent und Rezensent bei der Neuen Zürcher Zeitung, der Frankfurter Allgemeinen Zeitung, der Basler Zeitung, der Zeit, der Zeitschrift Volltext, der Wissenschaftszeitung Recherche und anderen Publikationen.
Ab 1971 war Ingold als ausserordentlicher Professor (von 1978 bis zur Emeritierung 2005 ordentlicher Professor) für Kultur- und Sozialgeschichte Russlands an der Hochschule (später Universität) St. Gallen tätig. Daneben arbeitete er als Dozent an der ETH Zürich. 1992/1993 war Ingold Fellow des Wissenschaftskollegs zu Berlin. Er unternahm diverse Vortragsreisen und Workshops im In- und Ausland (BRD, Italien, Österreich, Japan).
Seit den Aufenthalten in Prag und Moskau betreibt Ingold den Aufbau einer Sammlung russischer Bücher, insbesondere der russischen Avantgarde.
Er lebt in Zürich und in Romainmôtier.
Sein Archiv befindet sich im Schweizerischen Literaturarchiv in Bern.

## Auszeichnungen und Ehrungen
- 1965: Werkbeitrag der Staatlichen Literaturkredit-Kommission Basel
- 1989: Petrarca-Preis für literarische Übersetzung
- 1992: Riehener Kulturpreis (Basel)
- 1997: Ehrengabe des Kantons Zürich
- 1998: Grosser Literaturpreis des Kantons Bern
- 2001: Manuskripte-Preis des Landes Steiermark
- 2003: Ernst-Jandl-Preis des Österreichischen Bundeskanzleramts
- 2003: Literaturpreis des Kantons Zürich
- 2003: Prädikat der Schweizerischen Schillerstiftung für den Band Jeder Zeit als «Buch des Jahres 2003»
- 2005: Erlanger Literaturpreis für Poesie als Übersetzung
- 2009: Basler Lyrikpreis
- 2009: Weiterschreiben/Spezialpreis Literaturvermittlung der Stadt Bern
- 2009: «Schweizer Literaturperle 2009» ArtTV[3] für das Buch Gegengabe
- 2011: Nomination für den Schweizer Buchpreis mit Alias oder Das wahre Leben
- 2012: Einzelwerkpreis der Schweizerischen Schillerstiftung für Alias oder Das wahre Leben
- 2013: Anerkennungspreis für Literatur der Präsidialabteilung der Stadt Zürich

## Werke

### Literarische Werke
- Schwarz auf Schnee. 58 Gedichte. Arche, Zürich 1967.
- Spleen und überhaupt. Kandelaber, Bern 1969.
- Leben Lamberts. Prosa. Suhrkamp, Frankfurt am Main 1980, ISBN 3-518-03323-9.
- Ein Buch der Sprüche. Ein Idiotikon. Rainer, Berlin 1987, ISBN 3-88537-096-4.
- Unzeit. Gedichte. Klett-Cotta, Stuttgart 1981, ISBN 3-12-903611-3.
- In Goethes Namen. Anekdoten aus dem Russischen Diwan. Howeg, Zürich 1982.
- Mit anderen Worten. Hanser, München 1986, ISBN 3-446-14531-1.
- Haupts Werk. Das Leben. Hanser, München 1984, ISBN 3-446-14003-4.
- Fremdsprache. Gedichte aus dem Deutschen. Rainer, Berlin 1984, ISBN 3-88537-070-0.
- Schriebsal (Fotobilder Alex Silber). Howeg, Zürich 1985 ISBN 3-85736-052-6.
- Mit andern Worten. Hanser, München 1986, ISBN 3-446-14531-1.
- Letzte Liebe. Der Himmel leer man könnte meinen er sei blau. Hanser, München 1987, ISBN 3-446-15009-9.
- Und das soll ein Gedicht sein. Howeg, Zürich 1987, ISBN 3-85736-066-6.
- Das Buch der Sprüche. Rainer, Berlin 1987.
- Tagebuch (zusammen mit R. Winnewisser). Howeg, Zürich 1988.
- Echtzeit. Hanser, München 1989, ISBN 3-446-15737-9.
- Ewiges Leben. Eine Erzählung. Hanser, München 1991, ISBN 3-446-16395-6.
- Reimt’s auf Leben. Gedichte. Rainer, Berlin 1992, ISBN 3-88537-136-7.
- Ausgesungen (Ode). Rainer, Berlin 1993, ISBN 3-88537-149-9.
- Ewiges Leben. Erzählung. Fischer Taschenbuch, Frankfurt am Main 1994, ISBN 3-596-11601-5.
- Restnatur. Späte Gedichte. Kleinheinrich, Münster 1994, ISBN 3-926608-87-0.
- Freie Hand. Ein Vademecum durch poetische, kritische und private Wälder. Hanser, München 1996, ISBN 3-446-18531-3.
- Unter sich. Koresponden/Differenzen (mit Bruno Steiger). Droschl, Graz 1996, ISBN 3-85420-426-4.
- Zeichensatz. Gedichte zu Schildern. Kleinheinrich, Münster 1997, ISBN 3-930754-07-X.
- Nach der Stimme. Legueil, Stuttgart 1998, ISBN 3-9804247-3-1.
- Flammenschrift (mit Rolf Winnewisser). Edition Stähli, Zürich 1999.
- Auf den Tag (genaue Gedichte). Literaturverlag Droschl, Graz 2000, ISBN 3-85420-548-1.
- Jeder Zeit. Andere Gedichte. Literaturverlag Droschl, Graz 2002, ISBN 3-85420-604-6.
- Wortnahme. Jüngste und frühere Gedichte. Urs Engeler Editor, Basel 2005, ISBN 3-905591-97-9.
- Tagesform. Gedichte auf Zeit. Literaturverlag Droschl, Graz 2007, ISBN 978-3-85420-722-1.
- Gegengabe (aus kritischen, poetischen und privaten Feldern). Urs Engeler Editor, Weil am Rhein 2009, ISBN 978-3-938767-59-7.
- Steinlese – zweimal 33 Gedichte. Buch mit Audio-CD (Autorenlesung). Onomato 2011, ISBN 978-3-939511-68-7.
- Alias oder Das wahre Leben. Matthes & Seitz, Berlin 2011, ISBN 978-3-88221-553-3.
- Nee die Ideen : Pataphysische Fermaten. Matthes & Seitz, Berlin 2014, ISBN 978-3-88221-040-8.
- Lauter unsichtbare Sachen. Notate zu Zeiten –. Theo Leuthold Press, Zürich 2013, ISBN 978-3-906690-08-7 (Auflage 100 Exemplare).
- Noch ein Leben für John Potocki. Matthes & Seitz, Berlin 2013, ISBN 978-3-88221-075-0.
- Leben & Werk: Tagesberichte zur Jetztzeit. Matthes & Seitz, Berlin 2014, ISBN 978-3-95757-008-6.
- Nee die Ideen. Pataphysische Fermaten. Matthes & Seitz, Berlin 2015, ISBN 978-3-88221-040-8.
- Ausgespielt. Ein Hundert Quartette. Moloko Print, Schönebeck, OT Pretzien 2015, ISBN 978-3-943603-19-4.
- Fortschrift. Ein Gedicht in fünfzehn Würfen. Ritter Verlag, Klagenfurt 2016, ISBN 978-3-85415-548-5.
- Direkte Rede. LXXVII Selbstversuche. Passagen-Verlag, Wien 10/2016, ISBN 978-3-7092-0231-9.
- Niemals keine Nachtmusik. Gedichte. Mit CD. Ritterbooks, Klagenfurt 2017. ISBN 978-3-85415-557-7
- Das Gegenteil von allem; und von noch viel mehr. Gedichte und Bilder. Moloko Print, Schönebeck, OT Pretzien 2018. ISBN 978-3-943603-49-1
- Die Blindgängerin. Erzählung. Bildanhang. Ritter Verlag, Klagenfurt 2018. ISBN 978-3-85415-581-2.
- Freie Hand. Ein Vademecum durch poetische, kritische und private Wälder. Das Hanser Buch von 1996 im neuen Gewand, Moloko Print 061, Schönebeck, OT Pretzien 2018. ISBN 978-3-943603-65-1
- Endnoten. Versprengte Lebens- und Lesespäne. Ritter Verlag, Klagenfurt 2019. 566 Seiten. ISBN 978-3-85415-597-3
- Aus beliebiger Prosa. Ein Hundert Lesespäne. Moloko Print, Schönebeck, OT Pretzien 2019, 102 S. ISBN 978-3-943603-62-0
- Aus eigenem Anbau – Zwei Hundert Merksätze. Moloko Print, Schönebeck, OT Pretzien 2019. ISBN 978-3-943603-68-2
- Ausgetippt. Unfrohe Verabschiedung der Schreibmaschine Moloko Print, Chapbook No. 7, Schönebeck, OT Pretzien 2019
- Körperblicke. Ritter Verlag, Klagenfurt 2019, ISBN 978-3-85415-592-8.
- Aus dem Gedächtnis – Ein Hundert memorierte Verse. französisch | deutsch nach Georges Schéhadé. Moloko Print, Schönebeck, OT Pretzien 2019, ISBN 978-3-943603-69-9
- Überzusetzen. Ritter Verlag, Klagenfurt 2021, ISBN 978-3-85415-621-5.
- Die Zeitinsel. Ritter Verlag, Klagenfurt 2022. 200 Seiten. ISBN 978-3-85415-638-3.
- Drei Hundert Dreizeiler Moloko Print 138, Schönebeck, OT Pretzien 2022. ISBN 978-3-948750-42-8
- Schreibweisen · Lesarten. Erkundungen und Funde zu Sprache, Schrift und Literatur. Moloko Print 200, 386 Seiten, Schönebeck, OT Pretzien 2023, ISBN 978-3-910431-07-2
- Märzember. Sprüche und Gedichte Arco Verlag, Wuppertal 2024. 240 Seiten. ISBN 978-3-96587-051-2.

### Wissenschaftliche Schriften
- Versuch über Rozanov. Unveröffentlichtes Typoskript, 160 Seiten mit Anhang und Bibliographie, Zürich 1971, Schweizerisches Literaturarchiv SLA (Seite nicht mehr abrufbar. Suche in Webarchiven), Archiv Felix Philipp Ingold, Print on Demand.
- Literatur und Aviatik. Europäische Flugdichtung 1909–1927. Birkhäuser, Basel 1978, ISBN 3-7643-0934-2.
- Dostojewskij und das Judentum. Insel, Frankfurt am Main 1981, ISBN 3-458-14757-8.
- Michail Larionow. (Katalogwerk). Galerie & Edition Slégl, Zürich 1987 (ohne ISBN).
- Das Buch im Buch. Merve Verlag, Berlin 1988, ISBN 3-88396-065-9.
- Der Autor im Text. Benteli-Verlag, Bern, ISBN 3-7165-0661-3.
- Der Autor am Werk. Versuch über literarische Kreativität. (Mit Beiträgen zu Tolstoi, Majakowski, Pasternak, Mandelstam, Nabokov, Ponge, Brodsky sowie einem Versuch zur Universalpoetik und zum postmodernen Sprachdesign). Hanser, München 1992, ISBN 3-446-17125-8.
- Autorschaft und Management: eine poetologische Skizze. Literaturverlag Droschl, Graz 1993, ISBN 3-85420-353-5.
- Der große Bruch. Russland im Epochenjahr 1913. Kultur – Gesellschaft – Politik. C. H. Beck, München 2000, ISBN 3-406-45859-9.
  - Neue, erweiterte Ausgabe: Matthes & Seitz, Berlin 2013, ISBN 978-3-88221-039-2.
- Kunstleben und Lebenskunst. Russlands kulturelle Szene im Umbruch. Stiftung der Freunde Kunsthaus Zug, Zug 2000.
- Im Namen des Autors. Arbeiten für die Kunst und Literatur. Mit Beiträgen zu Krutschonych, Canetti, Jabès, Thomkins sowie zur rhythmischen Präfiguration des Gedichts, zum Hund als poetischer Metapher, zur Dingästhetik der Moderne, zur Theorie des Verstehens und Übersetzens, zur Poetik des Pseudonyms und der Signatur. Fink, Paderborn 2004, ISBN 3-7705-3984-2.
- Russische Wege. Geschichte, Kultur, Weltbild. Fink, München 2007, ISBN 978-3-7705-4423-3.
- Die Faszination des Fremden (Eine andere Kulturgeschichte Russlands). Fink, München 2009, ISBN 978-3-7705-4767-8.
- Das russische Duell (= Kultur- und Sozialgeschichte eines alten Rituals). Konstanz University Press KUP / Wilhelm Fink Verlag, München 2016, ISBN 978-3-86253-070-0.
- Todeskonzepte der russischen Moderne. Weltende – Kunstende – Lebensende. Passagen Verlag, Wien 2017, ISBN 978-3-7092-0254-8.
- Denken im Abseits. Privatphilosophien der Moderne. Ritter Verlag, Klagenfurt 2022, ISBN 978-3-85415-644-4.

### Tondokumente
- Nach der Stimme – Ein konzertanter Dialog mit dem Saxophonisten Urs Leimgruber. Hörbuch im Verlag Jutta Legueil, Stuttgart 2000, ISBN 3-9804247-5-8.
- Rainer Horcher: Lieder zu jeder Zeit (2002) für Sopran, Sprecher, Violine, Klarinette, Klavier, Texte von Felix Philipp Ingold aus Jeder Zeit (2002), UA: Stuttgart–Winnenden 2004.
- Walter Zimmermann (* 1949/D): Himmeln, Singstück für Sopran solo (2008/UA), auf Texte von Felix Philipp Ingold (aus Wortnahme, 2005).
- Walter Zimmermann (* 1949/D): Vertont für Sopran und Altsaxofon (2008), auf einen Text von Felix Philipp Ingold, UA: Festival Neue Musik Rümligen 2008.
- David Philip Hefti (* 1975): Bergwärts, 2010, 3 Aggregatzustände für Sopran, Flöte, Violine, Violoncello und Klavier nach einem Gedicht von Felix Philipp Ingold, Text: Felix Philipp Ingold (aus Tagesform, 2008), Dauer: ~17 min., Besetzung: Sopran, Flöte (inkl. Alt-Flöte), Violine, Violoncello, Klavier, UA: Sylvia Nopper & Ensemble Amaltea, Kultur & Kongresshaus Aarau (2010); CD 2011, Notenverlag: Edition Kunzelmann GmbH.
- Daniel N. Seel (* 1970): Auf den Tag, Töne zu Texten von Felix Philipp Ingold aus Auf den Tag genaue Gedichte (2000), Dauer: 30 Minuten, Partitur «Auf den Tag» bei Verlag Neue Musik, (Berlin 2011).
  - Version für Sprecher, Flöte, Violine, Posaune und Schlagzeug (1999/2000).
  - Version für Sprecher, Violine, Violoncello, Schlagzeug und konkrete Instrumente (1999–2002).

### Übersetzungen
- Edmond Jabès: Es nimmt seinen Lauf. Suhrkamp, Frankfurt am Main 1981, ISBN 3-518-01766-7.
- Michail Bulgakow: Wohnraum auf Rädern und andere Erzählungen. DTV, München 1985, ISBN 3-423-10369-8.
- Ossip Mandelstam: Armenien. Howeg, Zürich 1985.
- Edmond Jabès: Das kleine unverdächtige Buch der Subversion. Hanser, München 1985, ISBN 3-446-13839-0.
- Edmond Jabès: Vom Buch zum Buch. 1989, Hanser, München 1989, ISBN 3-446-14932-5.
- Edmond Jabès: Die Schrift der Wüste. Gedanken, Gespräche, Gedichte. Merve, Berlin, ISBN 3-88396-070-5.
- Francis Ponge: Gnoske des Vorfrühlings. Erker, St. Gallen 1990, ISBN 3-905546-01-9.
- Boris Pasternak: Der Strich des Apelles. Erker, St. Gallen 1990, ISBN 3-905545-93-4.
- Ossip Mandelstam: Das zweite Leben. Späte Gedichte und Notizen. Hanser, München 1991, ISBN 3-446-16137-6.
- Gennadij Ajgi: Aus Feldern Russland. Suhrkamp, Frankfurt am Main 1991.
- Gennadij Ajgi: Widmungsrosen [Gedichte]. Rainer, Berlin 1991, ISBN 3-88537-132-4.
- Michel Leiris: Suppe Lehm Antikes im Pelz tickte o Gott Lotte. Ein Glossar. Rainer Verlag, Berlin 1991, ISBN 3-88537-131-6.
- Jan Skácel: Ein Wind mit Namen Jaromír und andere Gedichte. Residenz-Verlag, Salzburg 1991, ISBN 3-7017-0680-8.
- Gennadij Ajgi: Und: für Malewitsch. Howeg, Zürich 1992, ISBN 3-85736-104-2.
- Ossip Mandelstam: Das zweite Leben. Carl Hanser Verlag, München 1992, ISBN 3-446-16137-6.
- Wladimir Buritsch: Texte in freien Versen. Residenz, Salzburg 1992.
- Edmond Jabès: Das Gedächtnis und die Hand. Kleinheinrich, Münster 1992, ISBN 3-926608-76-5.
- Edmond Jabès: Verlangen nach einem Beginn. Legueil, Stuttgart 1992, ISBN 3-9802323-7-9.
- Jan Skácel: Und nochmals die Liebe. Residenz-Verlag, Salzburg 1993, ISBN 3-7017-0790-1.
- Gennadij Ajgi: Die letzte Fahrt. Rainer Verlag, Berlin 1993.
- Gennadij Ajgi: Im Garten Schnee. Rainer Verlag, Berlin 1993, ISBN 3-88537-148-0.
- Gennadij Ajgi: Veronikas Heft. Insel Verlag, Frankfurt am Main / Leipzig 1993, ISBN 3-458-19133-X.
- Joseph Brodsky, Antoni Tàpies: Römische Elegien. Erker Verlag, St. Gallen/Venedig 1993, ISBN 3-905546-34-5.
- Marina Zwetajewa: Gruß vom Meer. Gedichte. Hanser, München 1994, ISBN 3-446-17122-3.
- Marina Zwetajewa: Unsre Zeit ist die Kürze. Unveröffentlichte Schreibhefte. Aus dem Russischen und Französischen übersetzt und herausgegeben von Felix Philipp Ingold. Suhrkamp Verlag, Berlin 2017, ISBN 978-3-518-42768-2
- René Char: Lascaux. (Gedichte). Verlag Kleinheinrich, Münster 1999.
- Geballtes Schweigen (Zeitgenössische russische 1-Zeiler). Russisch/Deutsch. Erker Presse, 1999, ISBN 3-905546-49-3.
- Gennadij Ajgi: Aus Feldern Russland. Gedichte russisch und deutsch; Prosa. Suhrkamp, Frankfurt am Main 2002, ISBN 3-518-40341-9.
- Paul Éluard/Felix Philipp Ingold: Einige der Wörter die mir bislang auf geheimnisvolle Weise untersagt waren. Verlag Klaus Renner, Zürich / Ottiglio 2005.
- Guillaume Apollinaire: Und auch ich bin Maler (Lyrische Ideogramme), Französisch/Deutsch. Verlag Klaus G. Renner, Zürich 2007, ISBN 978-3-927480-54-4.
- Guillaume Apollinaire: Elf Tausend Verben Ein Hundert Virgeln, (Französisch/Deutsch), Verlag Klaus G. Renner, Ottiglio/Zürich 2008, ISBN 3-927480-57-6.
- Guillaume Apollinaire: Watte in den Ohren. Gedichte und Kalligramme. Aus dem Französischen von Felix Philipp Ingold. Verlag Klaus G. Renner, Zürich / Ottiglio 2009, ISBN 978-3-927480-59-9.
- Boris Vildé: Trost der Philosophie. Tagebuch und Briefe aus der Haft. Übersetzung, Einleitung und Kommentare von Felix Philipp Ingold. Matthes & Seitz, Berlin 2012, ISBN 978-3-88221-598-4.
- Lew Schestow: Siege und Niederlagen. Für eine Philosophie der Literatur. Ausgewählt, übersetzt und kommentiert von Felix Philipp Ingold. Matthes & Seitz, Berlin 2012, ISBN 978-3-88221-970-8.
- Lew Schestow: Apotheose der Grundlosigkeit und andere Texte. Ausgewählt, übersetzt und herausgegeben von Felix Philipp Ingold. Matthes & Seitz, Berlin 2015. ISBN 978-3-88221-391-1.
- Fjodor Dostojewskij: Aufzeichnungen aus dem Abseits. Aus dem Russischen übersetzt und herausgegeben von Felix Philipp Ingold. Verlag Dörlemann, Zürich 2016, 256 S., ISBN 978-3-03820-032-1
- Pierre Chappuis: So weit die Stimme reicht / A portée de la voix. Gedichte, Französisch und Deutsch. Aus dem Französischen und mit einem Nachwort von Felix Philipp Ingold. Limmat Verlag, Zürich, 2017, ISBN 978-3-85791-827-8
- Marina Zwetajewa: Das Treppengedicht (in zwei Versionen aus dem Russischen, mit einem Faksimile der Erstausgabe). Moloko Print, Pretzien 2018, ISBN 978-3-943603-57-6.
- Charles Racine: Lichtbruch/Bris de lumière. Gedichte Französisch und Deutsch. Übersetzt von Felix Philipp Ingold. Hrsg. von Gudrun Racine. Limmat, Zürich 2019, ISBN 978-3-85791-882-7.
- Marina Zwetajewa: Morgen soll für übermorgen gelten / Marina Zwetajewa – Ausgesuchte Gedichte. Aus dem Russischen übersetzt, kommentiert und herausgegeben von Felix Philipp Ingold. Ritter-Verlag – Verlag für Literatur und Kunst, Klagenfurt 2020, ISBN 978-3-85415-602-4.
- EinZweiDreiZeiler. Moderne minimalistische Dichtung aus Rußland. Russisch/Deutsch. Arco Verlag, Wuppertal 2023, ISBN 978-3-96587-047-5.
- Henri Meschonnic: Das Dunkel arbeitet. Ausgesuchte Gedichte. Aus dem Französischen von Felix Philipp Ingold. Moloko Print, Schönebeck, 2025, ISBN 978-3-910431-87-4

### Herausgeberschaft
- Alexander Solschenizyn: Von der Verantwortung des Schriftstellers. Verlag die Arche, Zürich 1969 (2 Bde.)
- Roman Jakobson: Poesie und Sprachstruktur. Zwei Grundsatzerklärungen. Verlag die Arche, Zürich 1970.
- Michail Bulgakow: Wohnraum auf Rädern und andere Erzählungen. Arche Verlag Zürich 1975.
- Nikolai Berdjajew: Fortschritt, Wandel, Wiederkehr. Verlag Die Arche, Zürich 1978, ISBN 3-7160-1616-0.
- Aleksandr Vvedenskij: Minin i Pozarskij. Sagner, München 1978.
- Zwischen den Kulturen. Festschrift für Georg Thürer. Paul Haupt Verlag, Bern / Stuttgart 1978.
- Dostojewski in der Schweiz. Insel Verlag, Frankfurt am Main 1981, ISBN 3-458-04841-3.
- Fragen nach dem Autor. Positionen und Perspektiven (zusammen mit Werner Wunderlich). Universitätsverlag Konstanz, 1992, ISBN 3-87940-405-4.
- Der Autor im Dialog. Hrsg. zusammen mit Werner Wunderlich. Universitätsverlag Konstanz, 1995 (und 1998), ISBN 3-908701-02-3.
- Lewis Carroll: Tagebuch einer Reise nach Russland im Jahre 1867. Tertium Verlag, Ostfildern 1997, ISBN 3-930717-44-1.
- Tag für Tag. Intime Aufzeichnungen von Henri-Frédéric Amiel. Ausgewählt von Leo Tolstoi. Pendo Verlag, Zürich / Frankfurt am Main 2003.
- Bohemica. Sabon Verlag, St. Gallen 2005, ISBN 3-907928-57-1.
- Prager Frühling 1968. Erinnerungsstücke aus der Sammlung Felix Philipp Ingold. Sabon Verlag, St. Gallen 2008, ISBN 978-3-907928-69-1.
- Fehler im System. Irrtum, Defizit und Katastrophe als Faktoren kultureller Produktivität. Wallstein Verlag, Göttingen 2008, ISBN 978-3-8353-0327-0.
- Apropollinaire (zusammen mit Stanley Chapman). Verlag Klaus G. Renner, Ottiglio / Zürich 2008, ISBN 978-3-927480-57-5.
- Als Gruss zu lesen. Russische Lyrik von 2000 bis 1800. Verlag Dörlemann, Zürich 2012, ISBN 978-3-908777-65-6.
- Wassilij Rosanow: Die Welt am Ende. Ausgewählte Schriften. Karolinger Verlag, Wien 2021, ISBN 978-3-85418-199-6.
- Serge Charchoune: Reglose Meute. Dada-Kompilation, aus dem Französischen und Russischen herausgegeben von Felix Philipp Ingold. Verlag Edition Moloko Print, Pretzien 2022, ISBN 978-3-948750-87-9.

### Ausstellungen
- Prager Frühling 1968. Erinnerungsstücke aus der Sammlung Felix Philipp Ingold, Kantonsbibliothek Vadiana, Sankt Gallen 2008
- Bohemica. Bohemica aus der Sammlung Felix Philipp Ingold, Kantonsbibliothek Vadiana, Sankt Gallen 2005
- Buchwerke der russischen Moderne. Eine Auslese aus der Sammlung Felix Philipp Ingold, Saarländische Universitäts- und Landesbibliothek, Saarbrücken 2003
- Wort wie Bild wie Wort. Bücher von Felix Philipp Ingold und Rolf Winnewisser, Bibliothek der Universität Konstanz, Konstanz 1989